# San Silvestre de Lerín
La San Silvestre de Lerín es una competición atlética celebrada anualmente desde 1985 durante el día de Nochevieja en la localidad navarra de Lerín.
Junto con el Cross Pinares de Lerín, organizado también por el Club Atlético Lerinés, es una de las carreras de atletismo más importantes celebradas en la localidad.

## Características
El recorrido actualmente es de 7,2 kilómetros de longitud partiendo de la calle Mayor, a la altura de la iglesia de Santa María. El cupo de corredores está fijado en 400 como máximo y el coste de la inscripción cuesta 12-15 euros.
Es una de las  carreras de San Silvestre más antiguas de Comunidad Foral de Navarra y que goza de mayor prestigio junto con la San Silvestre de Alsasua, la San Silvestre de Tudela o la San Silvestre de Pamplona.